# كبسولة النسف

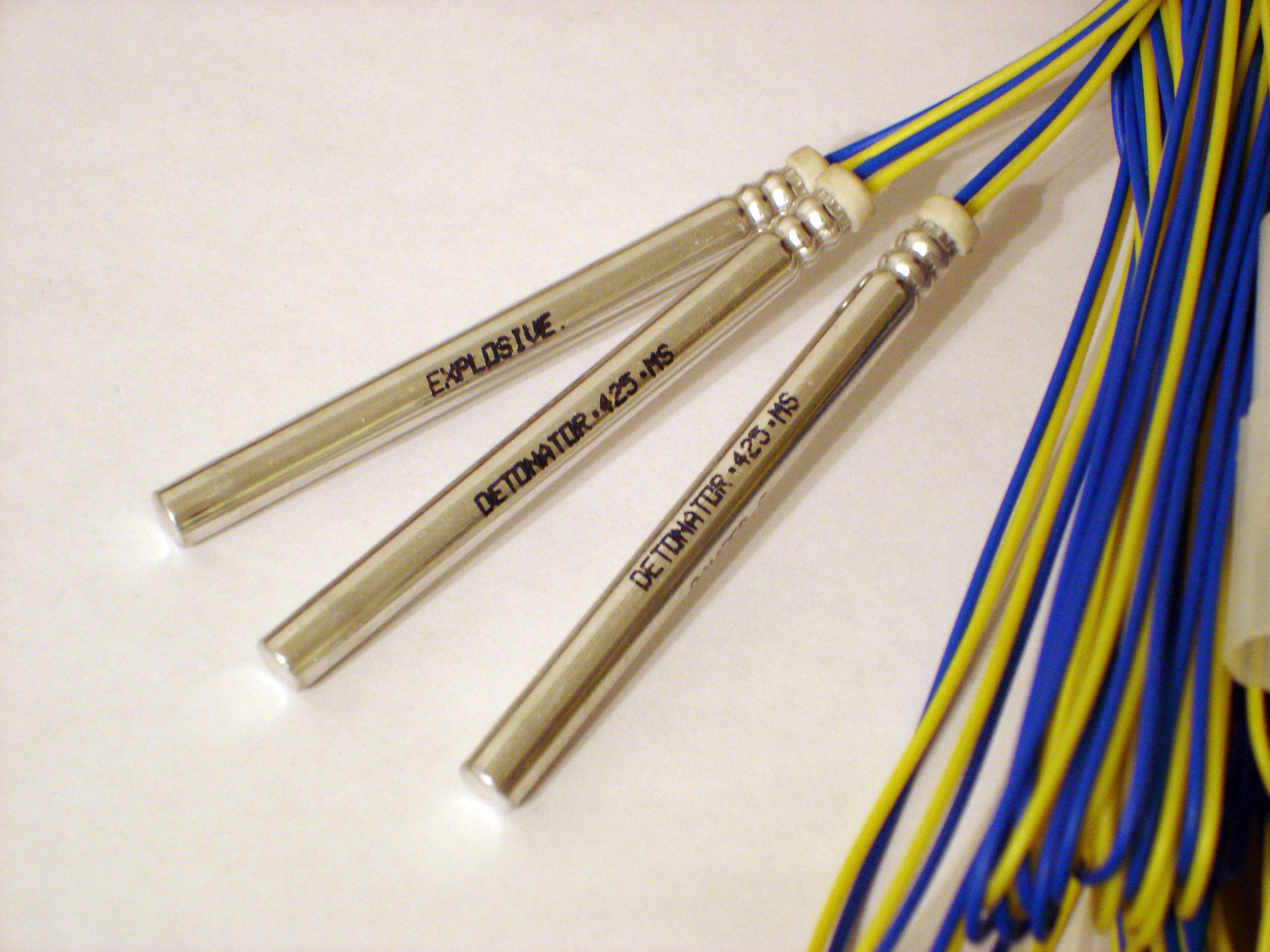
كبسولات نسف من الصنف B

كبسولة النسف (بالإنجليزية: Blasting cap)‏ هي أداة صغيرة حساسة من متفجر أولي تستخدم لتفجير مادة متفجرة ثانوية أكبر حجما وأقوى انفجارا وأقل حساسية للانفجار كالتي أن تي والديناميت والمتفجرات البلاستيكية (اللدائنية). وتعد فلمينات الزئبق من المتفجرات المستعملة عادة في صنع كبسولات النسف.

## روابط خارجية
- 1956 safety film "Blasting Cap - Danger!" from Prelinger Archives
- Modelling and Simulation of Burst Phenomenon in Electrically Exploded Foils